# تک‌پایه نری
تک‌پایه نری Andromonoecy یک سیستم زادآوری از گونه‌های گیاهی است که در آن گل‌های نر و نرماده روی یک گیاه قرار دارند. این یک سیستم جنسی تک‌شکلی در کنار تک‌پایه جنسی، تک‌پایه مادگی و سه‌جنسی تک‌پایه است. تک‌پایه نری در میان سرده‌هایی با گل‌های زیگومورف فراوان است،  اما در کل نادر است و در کمتر از 2 درصد از گونه‌های گیاهی دیده می‌شود. با این وجود، سیستم تولیدمثل در میان زیست‌شناسان در مطالعه بیان جنسی مورد توجه قرار گرفته است.